# Hammargrens
Hammargrens är ett pyrotekniskt företag som tillverkar raketer och andra pyrotekniska produkter. Firmans historia börjar 1879 när grosshandlare Hugo Hammargren i Göteborg importerar ryska cigarrer och cigaretter. Därefter blev det bärnsten, kött, smycken och allt möjligt innan fyrverkerierna i början av 1900-talet blev en dominerande del av verksamheten
Hugos söner Tor och Per-Uno Hammargren gjorde relativt snabbt Hammargrens till en dominerande aktör i fyrverkeribranschen. Bland de mer framstående av de tidiga uppdragen märks fyrverkeriet vid jubileumsutställningen i Göteborg 1923. Fabriken i Anneberg, Sveriges första i sitt slag, blomstrade och verksamheten växte. Just de spektakulära festfyrverkerierna blev något av Hammargrens signum. När Island firade 1000-årsjubileum 1930 avfyrade Hammargrens ett ton fyrverkerier från en gammal domarring i Reykjavik. Samma år blev det ett vidunderligt fyrverkeri på Stockholmsutställningen och några år senare firades kung Gustaf V med ett jubileumsfyrverkeri som ansågs ha slagit alla rekord. Även fredsfyrverkeriet i Oslo 1945 utfördes av Hammargrens.